# مقاطعة كوابري
مقاطعة كوابري (بالإنجليزية: Kwabre District)‏ هي district of Ghana تقع في غانا في Mamponteng. يقدر عدد سكانها بـ — نسمة ومساحتها 356 كم2 .